# Bruckmühl
Bruckmühl è un comune tedesco di 16 099 abitanti, situato nel land della Baviera.